# Лісово-Слобідська сільська рада
Лісово-Слобідська сільська рада — колишня адміністративно-територіальна одиниця та орган місцевого самоврядування в Янушпільському, Чуднівському і Бердичівському районах Житомирської і Бердичівської округ, Вінницької та Житомирської областей Української РСР з адміністративним центром у селі Лісова Слобідка.

## Населені пункти
Сільській раді на час ліквідації були підпорядковані населені пункти:
- с. Богданівка;
- с. Костянтинівка;
- с. Лісова Слобідка;
- с. Озадівка;
- с. Червоне.

## Населення
Кількість населення ради, станом на 1923 рік, становила 988 осіб, кількість дворів — 202.
Відповідно до перепису населення СРСР, станом на 17 грудня 1926 року, чисельність населення ради становила 903 особи, з них, за статтю: чоловіків — 482, жінок — 481; етнічний склад: українців — 154, євреїв — 7, поляків — 802. Кількість господарств — 209, з них, несільського типу — 1.
Кількість населення ради, станом на 1931 рік, становила 1 194 особи.

## Історія та адміністративний устрій
Створена 1923 року, в складі сіл Костянтинівка, Лісова Слобідка та хуторів Заруда і Плакса Янушпільської волості Бердичівського повіту Київської губернії. 7 березня 1923 року увійшла до складу новоствореного Янушпільського району Житомирської округи. 24 серпня 1923 року х. Плакса передано до складу Гардишівської сільської ради Янушпільського району. 23 лютого 1924 року, відповідно до рішення Волинської ГАТК (протокол № 7/2 «Про зміни меж округів, районів та сільрад»), до складу ради включено х. Пасіка Озадівської сільської ради Янушпільського району. 23 листопада 1925 року, відповідно до рішення Бердичівської ОАТК (протокол № 8), сільську раду затверджено як польську національну. Станом на 1 жовтня 1941 року в підпорядкуванні числяться хутори Богданів і Червоне, хутори Заруда та Пасіка не перебувають на обліку населених пунктів.
Станом на 1 вересня 1946 року сільська рада входила до складу Янушпільського району Житомирської області, на обліку в раді перебували с. Лісова Слобідка та х. Богданів, с. Костянтинівка в довіднику пропущене.
11 серпня 1954 року, відповідно до указу Президії Верховної ради Української РСР «Про укрупнення сільських рад по Житомирській області», до складу ради приєднано територію та с. Озадівка ліквідованої Озадівської сільської ради Янушпільського району. 28 листопада 1957 року, внаслідок ліквідації Янушпільського району, сільську раду включено до складу Чуднівського району. 20 березня 1959 року, відповідно до рішення Житомирського облвиконкому № 176 «Про зміну адміністративно-територіального поділу окремих районів області», сільську раду передано до складу Бердичівського району Житомирської області.
8 червня 1960 року, відповідно до рішення Житомирського облвиконкому № 592 «Про перейменування деяких сільських рад в районах області», адміністративний центр ради перенесено до с. Озадівка з перейменуванням ради на Озадівську.